# Walter Rózsi-villa
A Walter Rózsi-villa (ritkábban Radó–Walter-villa vagy Fischer-villa) egy modern lakóépület Budapesten a Bajza utcában, amely 1936-ban Walter Rózsi operaénekes és családja számára épült Fischer József építész és Pécsi Eszter statikus munkájával. 2022 óta a felújított épület a Magyar Építészeti Múzeum és Műemlékvédelmi Dokumentációs Központ (MÉM MDK) kiállítóhelye.

## A villa építése
|  | „…egy villám épül jelenleg a Bajza utcában, talán már mondtam, egy operaénekesnőnek, érdekes feladat, a bérházak tövében a kerttel való összefüggés elérése, azonkívül a szomszéd rálátás és a bérházak által eltakart délkeleti napból valamit elfogni – talán még jó is lehet…” |
|  | – Fischer József levele Breuer Marcellnek, 1936. április 26. |

Walter Rózsi és férje, Radó Géza nagykereskedő-szerkesztő 1936 januárjában bízták meg Fischer Józsefet egy lakóház tervezésével a Bajza utca újonnan nyitott szakaszán, a 10. szám alatt. A tervek néhány hét alatt, a teljes építkezés pedig az év őszére elkészült. Hagyományos ízlésük ellenére a Radó–Walter házaspár rögtön megkedvelte az épületet: Fischer visszaemlékezései szerint a kerti homlokzat láttán Walter Rózsi örömében elsírta magát. Munkájára a tervező is büszke volt: publikálta a Tér és Forma folyóiratban, illetve külföldi magazinokban is.
Az épület a funkcionalista modern lakóépítészet fontos, a főváros pesti oldalán ritkaságnak számító példája. Míg az utcai homlokzat a megrendelők elvárásainak megfelelően visszafogott, konvencionálisan tagolt, addig az udvari illeszkedik a kor legmodernebb elvárásaihoz: földszinti árkádja, a horizontális sávablakok, a tetőszinti napozóterasz Le Corbusier építészetének hatását tükrözi.
Az épület kiszolgálta a család privát igényeit, de megfelelt a társadalmi reprezentációra is. Az alacsonyabb belmagasságú földszinten a bejáraton kívül kiszolgáló helyiségek, a szakács és a házmester lakrésze, valamint egy garázs kapott helyet. A nagyobb belmagasságú első emeletre kerültek a társas helyiségek: a szalon, az ebédlő, a télikert egy nagyméretű udvari terasszal. Ezek jórészt egybenyithatóak, komolyabb rendezvényekre, fogadásokra is alkalmas teret hozva létre. Erre a szintre került a szobalány lakószobája is. A legfelső, második szintre a házaspár külön szobái, a gyerekszoba, két fürdőszoba és kisebb gardróbok kerültek. Az egyes szinteken csigalépcső kötötte össze, ez a személyzet közlekedésén túl a tetőterasz megközelítését is szolgálta. 
Néhány évvel a család beköltözését követően az épület alá kisméretű légópincét építettek.

## Az épület története a második világháború után
1949-ben a villát államosították, és a Belügyminisztériumhoz tartozó Korvin Ottó Kórház kezelésébe került. A következő évtizedekben többek között gyermekorvosi rendelőként hasznosították. A megváltozott használat kívül-belül jelentősen átalakulással járt: elbontották a kertbe vezető lépcsőt, beépítették a kertre néző földszinti árkádokat, szobákra osztották az első emeleti helyiségeket. A beépített belső berendezések, az eredeti nyílászárók, a garázskapu és a homlokzati üvegfal ugyancsak elpusztultak.
A kórház 2007-ig működött; ezt követően a villa a környező épületekkel együtt üresen állt, hasznosításra várva. A 2010-es évek elején a Budapest Környéki Törvényszék székhelyét tervezték ide, de ez nem valósult meg. 

## Múzeumi kiállítótérként
A villa az egykori Korvin Ottó Kórház épületeivel együtt 2017-ben a Magyar Művészeti Akadémia kezelésébe került, azzal a céllal, hogy itt alakítsák ki a MÉM MDK leendő helyszínét. Az épület felújítása 2020-ban Kokas László építész tervei alapján indult meg, figyelembe véve a Fülöp András, Jankovics Norbert és Koppány András régészek által végzett falkutatások, illetve a Ritoók Pál vezetésével zajlott történeti kutatás eredményeit.
A villa belső tereit eredeti méretükben és kialakításukkal állították helyre, az eredetit követő burkolatokkal és nyílászárókkal. A belső tér eredeti minőségében megmaradt részletei közé tartoznak az első emeletre vezető kő- és a második emeletre vivő falépcső. Helyreállították a kertet is, az eredetinél nagyobb méretben.
A Walter Rózsi-villát Gulyás Gergely Miniszterelnökséget vezető miniszter adta át 2022 márciusában. Kiállítótérként 2022. május 18-tól látogatható, programjainak, tárlatainak fókuszában a 20. századi építészet és formakultúra áll.
2022-ben az épület fővárosi védettséget kapott. 2024-től a Walter Rózsi-villa a nagyközönség számára is látogatható, építészettörténetileg értékes 20. századi épületeket tömörítő Iconic Houses hálózat tagja.

## A Walter Rózsi-villa kiállításai
- 2022. május 18-tól (állandó jelleggel): Fasori históriák - A Városligeti fasor és a Walter Rózsi-villa képes története. Kurátor: Kovács Dániel.
- 2022. május 18. – 2024. március 17.: Színtér és lakótér – Modern lakóházak Magyarországon 1928–1945. Vezető kurátor: Ritoók Pál, kurátorok: Magyaróvári Fanni Izabella, Sebestyén Ágnes Anna.[12][13]
- 2024. május 15-től: Kaesz otthonok 1925-1960 – Egy művészházaspár otthonai. Vezető kurátor: Horányi Éva, társkurátorok: Magyaróvári Fanni Izabella, Sebestyén Ágnes, Ritoók Pál.[14]

## Galéria

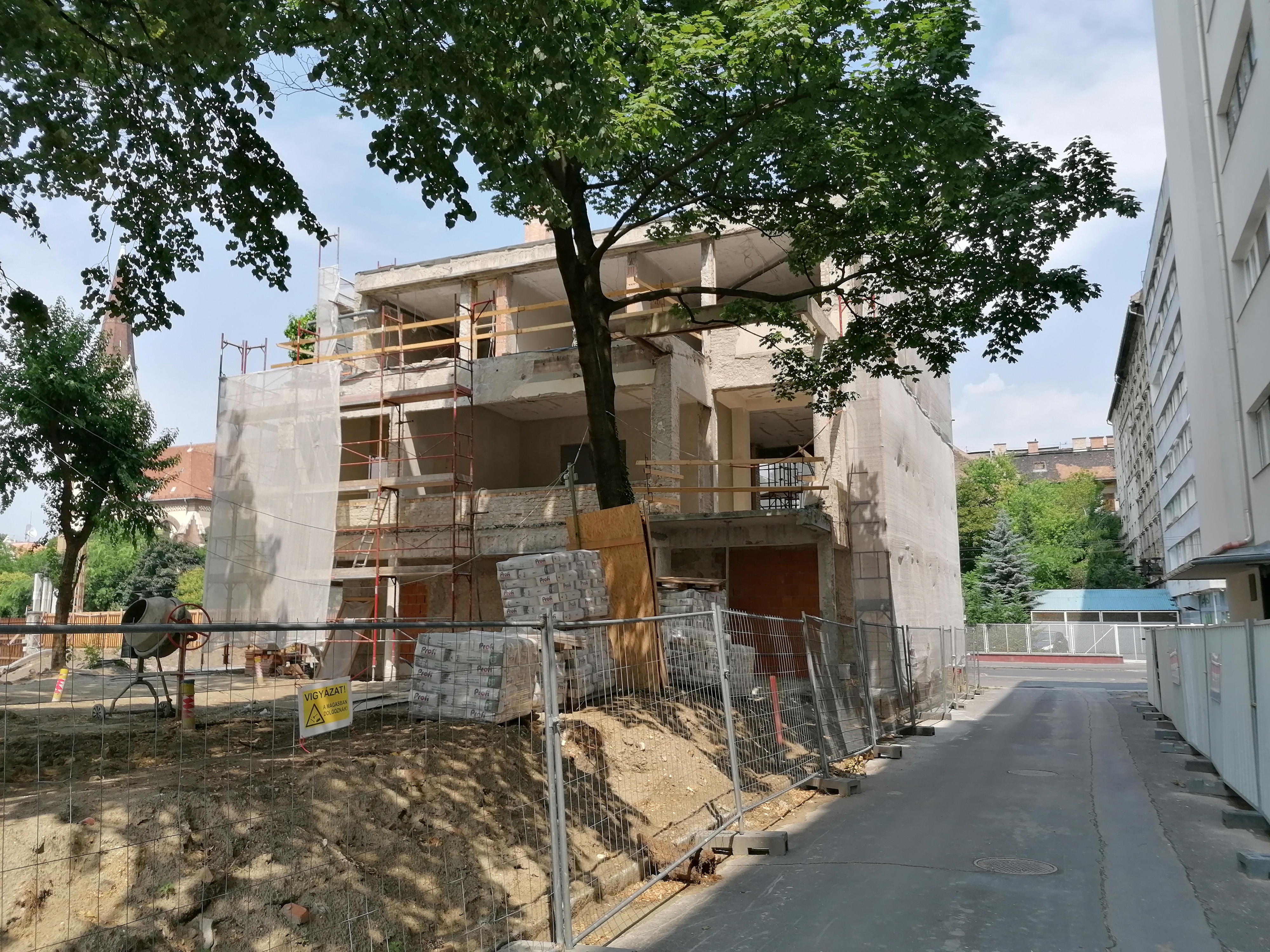
Az épület felújítás közben, 2021-ben
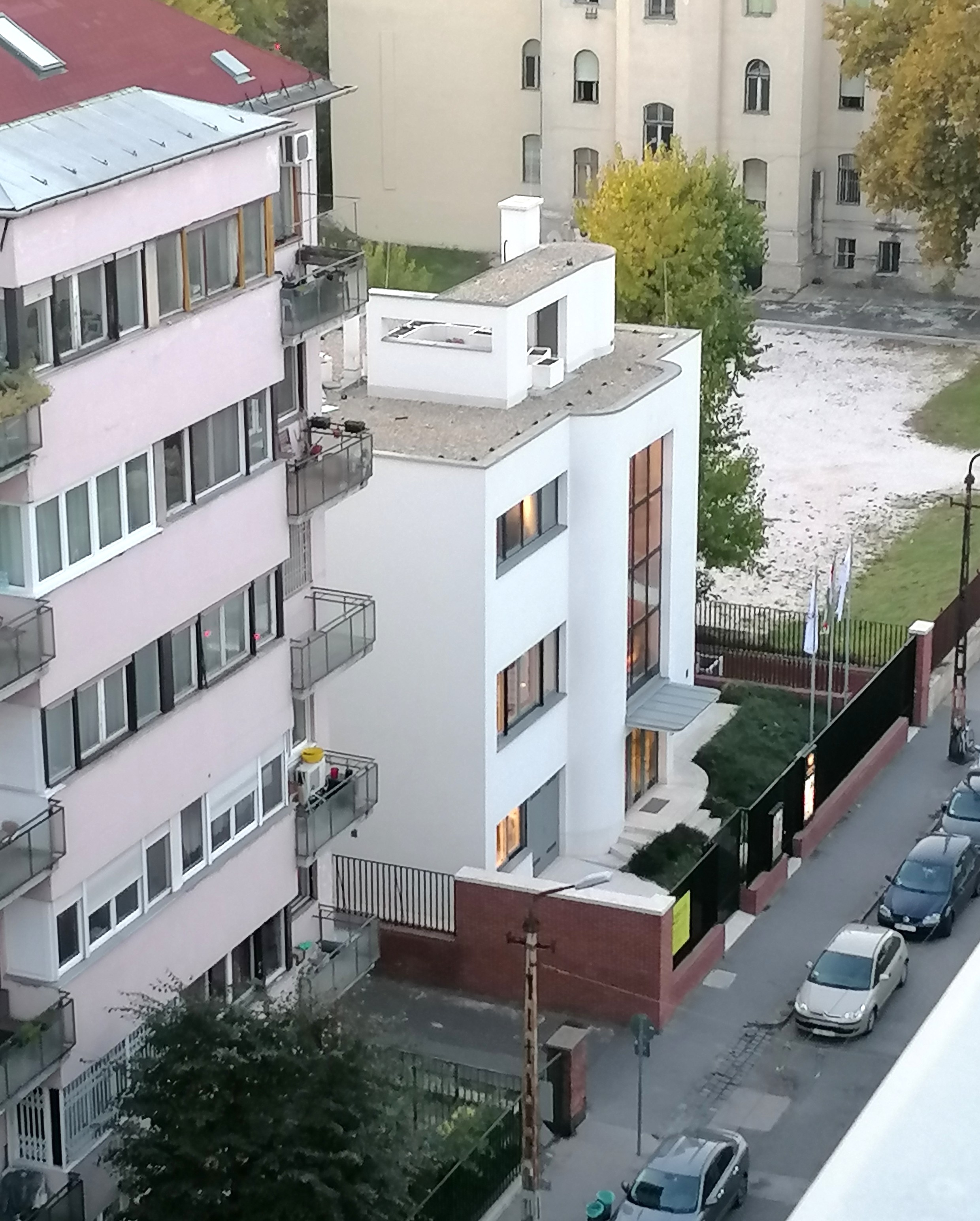
A villa a Bajza utca modern házsorával
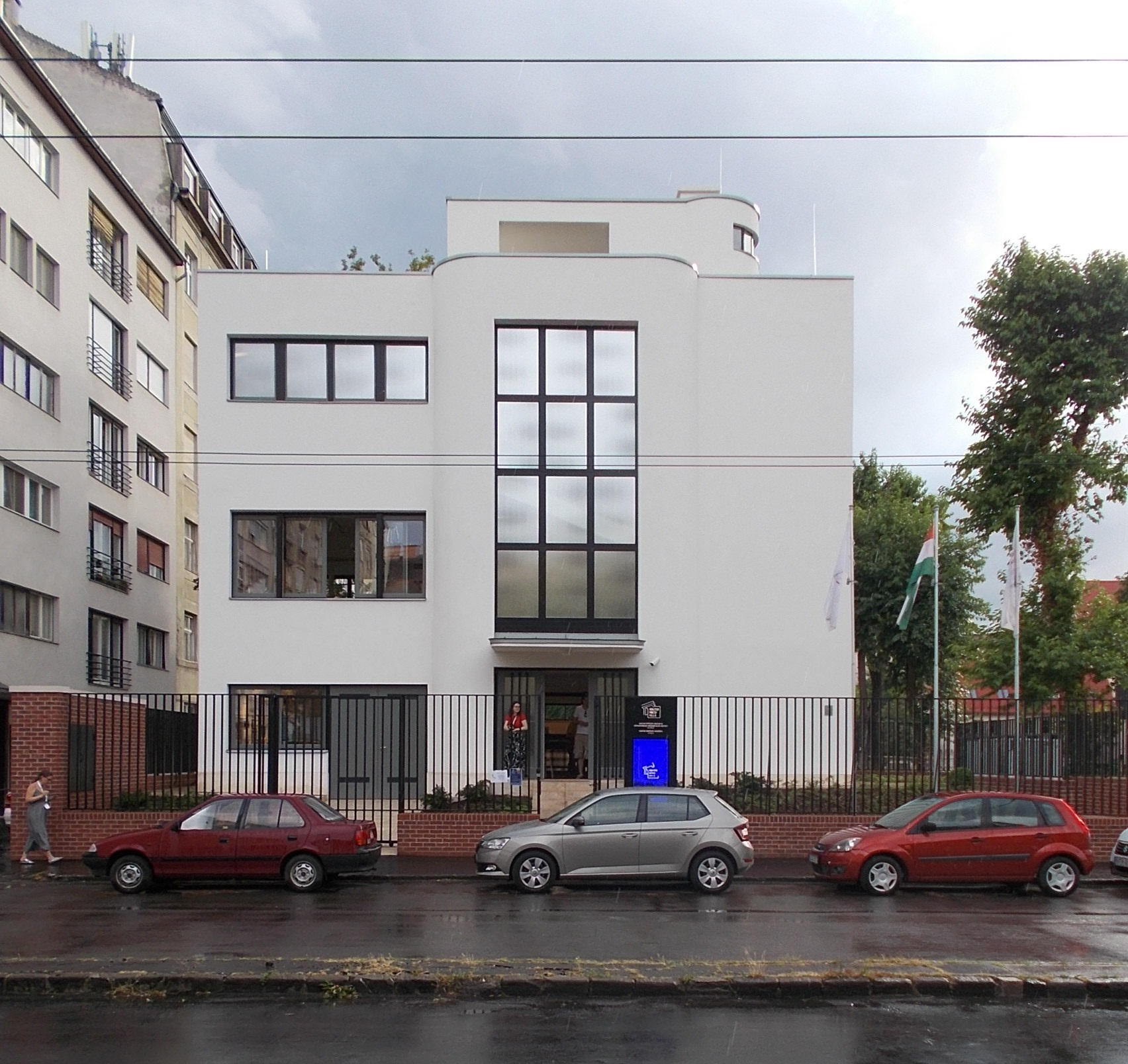
Utcai homlokzat a felújítást követően
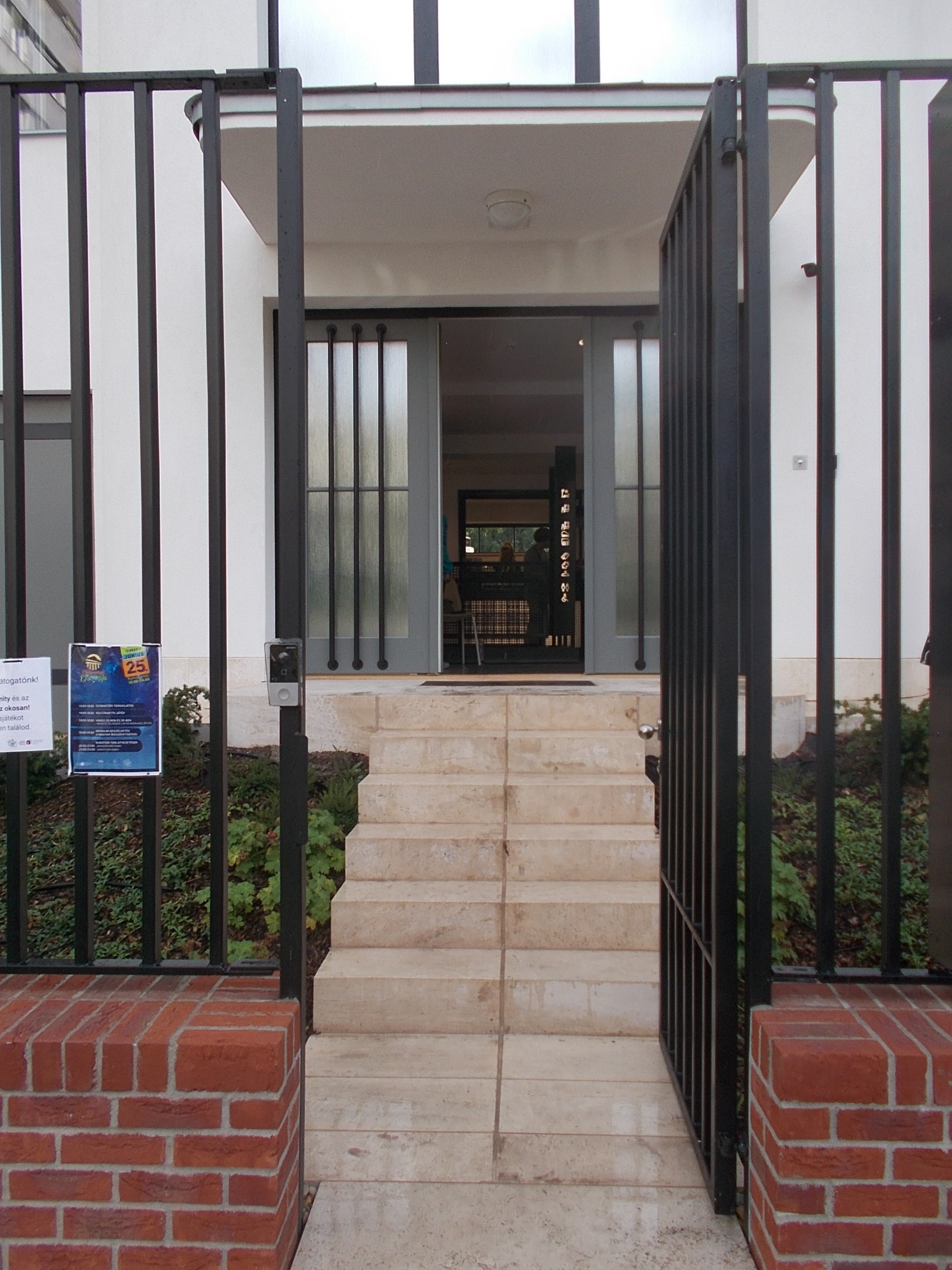
A villa bejárata
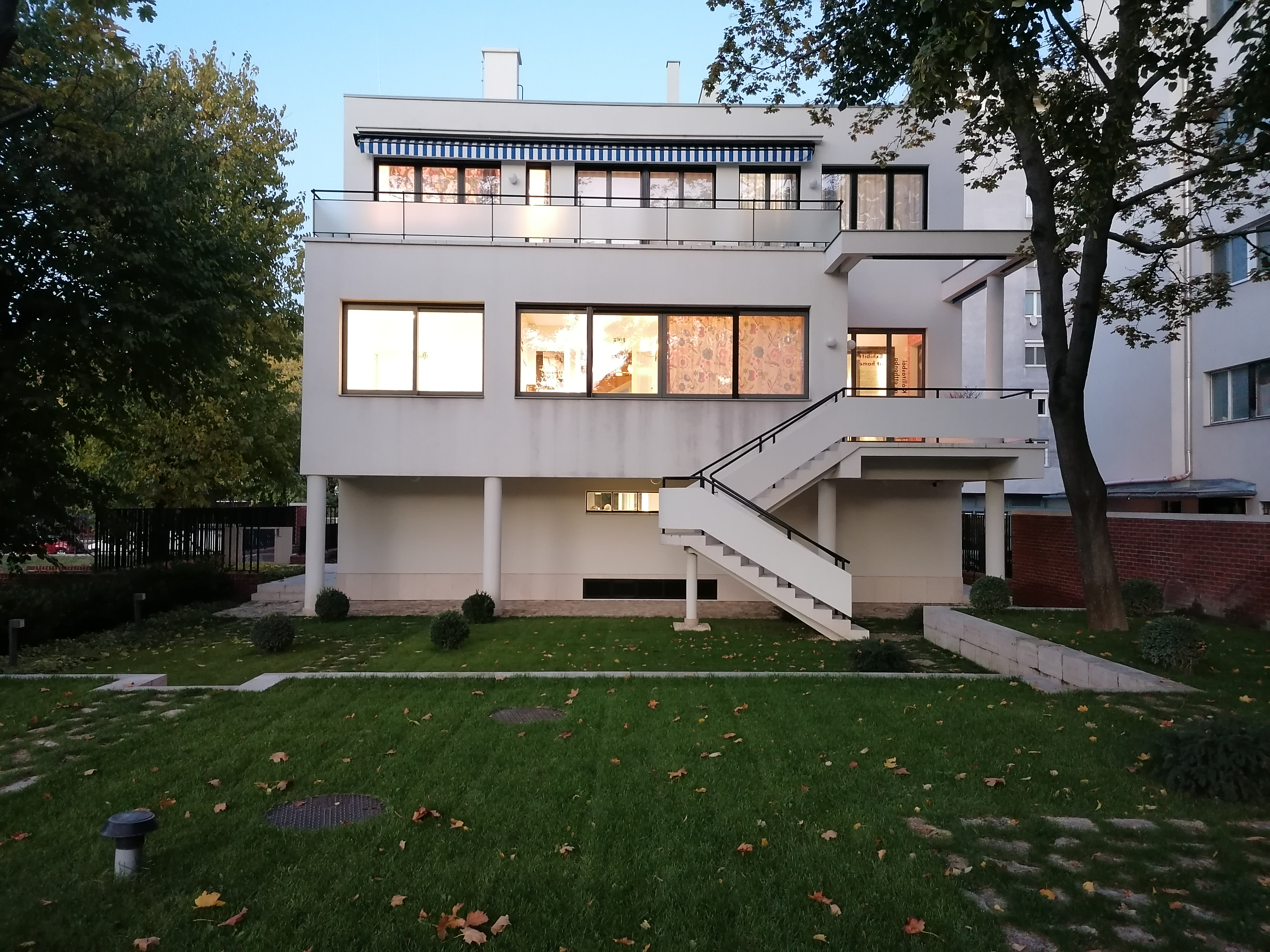
Kerti homlokzat
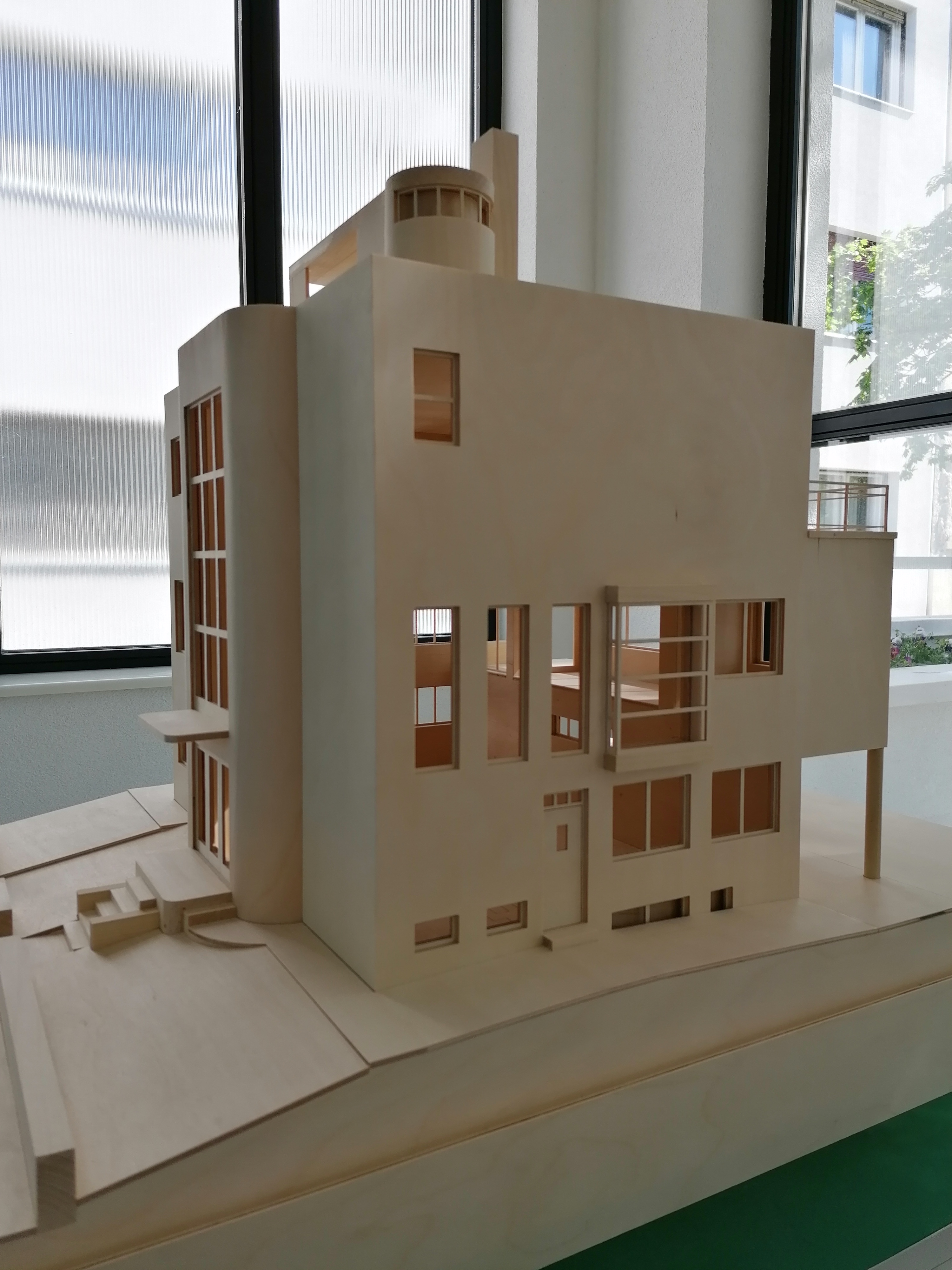
Az épület makettje